# Rajd Kormoran 1988
Rajd Kormoran 1988 – 16. edycja Rajdu Kormoran. Był to rajd samochodowy rozgrywany od 9 do 10 września 1988 roku. Była to trzecia runda Rajdowych Samochodowych Mistrzostw Polski w roku 1988. Rajd składał się z dwudziestu trzech odcinków specjalnych. Rajd rozgrywany był na nawierzchni szutrowej. Zwycięzcą został Marian Bublewicz, zespołowo wygrał OKS Stomil Olsztyn.

## Wyniki końcowe rajdu[1][2]
| Miejsce | Kierowca           | Pilot             | Samochód               | Czas    | Strata | Grupa Klasa |
| ------- | ------------------ | ----------------- | ---------------------- | ------- | ------ | ----------- |
| 1       | Marian Bublewicz   | Jacek Wypych      | Mazda 323 4WD          | 1:40:33 | -      | B           |
| 2       | Andrzej Koper      | Krzysztof Gęborys | Renault 11 Turbo       | 1:42:15 | +1:42  | B           |
| 3       | Mirosław Krachulec | Marek Kusiak      | Mazda 323 4WD          | 1:47:57 | +7:24  | B           |
| 4       | Błażej Krupa       | Piotr Mystkowski  | Renault 21 Turbo       | 1:49:50 | +9:17  | B           |
| 5       | Paweł Petrys       | Artur Skorupa     | FSO Polonez 1600 C     | 1:50:20 | +9:47  | A-14        |
| 6       | Paweł Przybylski   | Maciej Wisławski  | FSO Polonez 1500 Turbo | 1:50:21 | +9:48  | B           |
| 7       | Ryszard Trzciński  | Maciej Hołuj      | Lada VAZ 2105 MTX      | 1:50:24 | +9:51  | B           |
| 8       | Janusz Szerla      | Marek Oziębło     | FSO Polonez 1500 Turbo | 1:51:14 | +10:41 | B           |
| 9       | Krzysztof Skalski  | Jakub Mroczkowski | FSO 1500               | 1:52:23 | +11:50 | N-02        |
| 10      | Dariusz Poletyło   | Robert Burchard   | FSO Polonez 1600 C     | 1:53:56 | +13:23 | A-14        |